# Kozyriany
Kozyriany (ukr. Козиряни) – wieś na Ukrainie, w obwodzie czerniowieckim, w rejonie dniestrzańskim, w hromadzie Liwynci. We wsi mieszka 939 mieszkańców.